# Piz Corvatsch
O Piz Corvatsch é um montanha dos Alpes suíços que se encontra na Engadina no cantão dos Grisões e situado na maciço Bernina.
Com 3 451 m  de altitude é o ponto mais alto do maciço que separa a Engadina de Vale Roseg. Um pico menor, Piz Murtel (3,303 m), fica imediatamente acima de um teleférico que parte de Silvaplana.

## Etimologia
O Piz Corvatsch deve o seu nome ao Corvo-comum que em em romanche:  corv 

## Ascensões
A primeira ascensão teve lugar em 1850 por Johann Coaz e companheiros.